# Бург ан Брес
Бург ан Брес (фр. Bourg-en-Bresse) насеље је и општина у источној Француској у региону Рона-Алпи, у департману Ен (Рона-Алпи) која припада префектури Бург ан Брес.
По подацима из 2005. године у општини је живело 41 300 становника, а густина насељености је износила 1 704 становника/km². Општина се простире на површини од 23,86 km². Налази се на средњој надморској висини од 240 m (максималној 273 m, а минималној 220 m).

## Демографија
| 1962.  | 1968.  | 1975.  | 1982.  | 1990.  | 2011.  |
| ------ | ------ | ------ | ------ | ------ | ------ |
| 32.596 | 37.887 | 42.181 | 41.098 | 40.972 | 39.882 |